# Suzana Milovanović
Suzana Milovanović (née le 12 novembre 1979 à Loznica, Yougoslavie) est une joueuse de basket-ball serbe évoluant au poste d’ailière. 

## Biographie
À l'automne 2008, elle évolue à BC Icim Arad en Roumanie avant de faire des piges à Tarbes (joker médical de Taisiia Bovykina) puis en Allemagne, puis de revenir la saison suivante à Arad, club que Mondeville élimine en seizièmes de finale de l'Eurocup. 
Pour 2010-2011, elle rejoint le club de Toulouse en LFB. Le club finit dernier du championnat.

## Clubs
- Septembre 2008-Novembre 2008 : BC ICIM Arad  Roumanie
- Décembre 2008-?: Tarbes Gespe Bigorre  France
- ?- ? : TSV Wasserburg  Allemagne
- 2009-2010 : BC ICIM Arad  Roumanie
- 2010-2011 : Toulouse Métropole Basket  France